# Kho bạc
Kho bạc hay Ngân khố (chữ Hán: 銀庫), là một cơ quan chính phủ liên quan đến tài chính và thuế hay là một nơi lưu giữ tiền tệ và kim loại quý (vàng, kim cương). Thuật ngữ này lần đầu tiên được sử dụng trong thời cổ đại để mô tả những tòa nhà vàng được dựng lên quà tặng nhà cho các vị thần, chẳng hạn như Kho bạc Siphnian trong Delphi hoặc các tòa nhà tương tự được dựng lên tại Olympia, Hy Lạp. Ngày nay Kho bạc hay Ngân khố thường được hiểu là Kho bạc Nhà nước hay Ngân khố Quốc gia (hay gọi ngắn là Quốc khố) vì kho bạc của tư nhân thường được gọi là Nhà băng hay Ngân hàng. Người đứng đầu của một kho bạc thường được biết đến như là Giám đốc có thể là một bộ trưởng hay thống đốc. Chức vụ này có thể không nhất thiết phải có được quyền kiểm soát cuối cùng trong các hoạt động của kho bạc, đặc biệt là nếu họ không phải là một đại diện được dân bầu. Tại nhiều Quốc gia, Thống đốc Ngân khố cũng là Bộ trưởng Bộ Ngân khố (tương đương với Bộ Tài chính), như là Bộ Ngân khố Hoa Kỳ.

## Khái yếu
Kho bạc nhà nước hay Ngân khố Quốc gia là tổ chức chuyên ngành trực thuộc Bộ tài chính, có nhiệm vụ giúp Bộ tài chính, cơ quan hành chính (như Ủy ban Nhân dân) các cấp thực hiện chức năng quản lý nhà nước về quỹ ngân sách nhà nước; quỹ dự trữ tài chính nhà nước: tiền, tài sản tạm thu, tạm giữ; huy động vốn cho ngân sách nhà nước và cho đầu tư phát triển.
- Tập trung và phản ánh các khoản thu ngân sách nhà nước, thực hiện điều tiết thu ngân sách nhà nước cho các cấp ngân sách theo quy định của cấp có thẩm quyền.
- Thực hiện kiểm soát chi ngân sách nhà nước theo từng đối tượng thụ hưởng theo dự toán ngân sách nhà nước được duyệt.
- Kiểm soát và thực hiện việc xuất, nhập các quỹ dự trữ tài chính nhà nước, tiền, tài sản tạm thu, tạm giữ và các khoản tịch thu đưa vào tài sản nhà nước theo quyết định của cấp có thẩm quyền.
- Mở tài khoản, khiểm soát tài khoản tiền gửi và thực hiện thành toán, giao dịch bằng tiền mặt, chuyển khoản với các cơ quan, đơn vị, các nhân có quan hệ giao dịch với Kho bạc Nhà nước.
- Tổ chức huy động vốn cho ngân sách nhà nước và cho đầu tư phát triển thông qua các hình thức phát hành trái phiếu Chính phủ, Công trái xây dựng tổ quốc theo quy định của Chính phủ.
- Tổ chức kế toán, thống kê và báo cáo quyết toán quỹ ngân sách nhà nước, quỹ dự trữ tài chính nhà nước, tiền và tài sản tạm thu, tạm giữ.
- Mở tài khoản tại Ngân hàng Nhà nước hoặc Ngân hàng thương mại quốc doanh để giao dịch thanh toán giữa Kho bạc Nhà nước và Ngân hàng.
- Tổ chức thanh toán, điều hoà vốn và tiền mặt trong hệ thống Kho bạc Nhà nước, bảo đảm tập trung nhanh, đầy đủ các khoản thu, đáp ứng đầy đủ, kịp thời nhu cầu thanh toán, chi trả của ngân sách nhà nước.
- Lưu trữ, bảo quản tài sản, tiềm và các chứng chỉ có giá của Nhà nước, của các cơ quan, đơn vị, các nhân gửi tại Kho bạc Nhà nước.
- Khi phát hiện đơn vị, tổ chức thụ hưởng ngân sách nhà nước vi phạm chế độ quản lý tài chính nhà nước, Kho bạc Nhà nước được tạm thời đình chỉ việc chi trả, thanh toán và báo cáo với cấp có thẩm quyền để xử lý.
- Tổ chức công tác thanh tra, kiểm tra trong hệ thống Kho bạc Nhà nước.
- Tổ chức quản lý hệ thống thông tin, tin học trong toàn hệ thống Kho bạc Nhà nước.
- Quản lý công chức, viên chức, vốn và tài sản thuộc hệ thống Kho bạc Nhà nước.

## Lịch sử
Kho bạc Nhà nước (State Treasury) đã có từ lâu. Thuật ngữ 'Treasury' theo nguồn gốc La tinh có nghĩa là 'vật quý' hay 'kho báu'. Cùng với sự phát triển của xã hội loài người, những vật quý tìm được ngày một nhiều hơn, dần dần được tập trung vào tay những người có thế lực, hình thành các kho cất giữ châu báu ở dạng phân tán. Khi các bộ tộc xuất hiện, kho báu chính là nơi cất giữ tập trung các tài sản quý của cộng đồng bộ tộc. Cùng với sự ra đời của Nhà nước cổ đại, bộ máy quản lý tài sản của Nhà nước cũng được hình thành, theo đó, xuất hiện các tổ chức chuyên quản lý các loại tài sản quý của Nhà nước và các khoản thu nhập công (tô, thuế). Tổ chức này dần dần hoàn thiện chức năng, nhiệm vụ và tổ chức bộ máy để trở thành Ngân khố quốc gia hay Kho bạc Nhà nước sau này.
Dưới chế độ quân chủ, các vua chúa thường chọn những người ruột thịt, thân tín cho làm quan coi giữ các kho châu báu, tiền bạc, vũ khí để củng cố sức mạnh của Nhà nước và quân đội. Trong thế giới tư bản, cùng với sự phát triển về kinh tế - tài chính, bộ máy Kho bạc Nhà nước trở thành một loại công sở đặc biệt, với chức năng chủ yếu là quản lý các khoản thu chi của ngân sách Nhà nước; các loại tài sản quý hiếm; các nguồn dự trữ tài chính - tiền tệ của Nhà nước. Ngày nay, mặc dù còn có nhiều khác biệt về lịch sử và kinh tế, song hầu hết các nước đều có cơ quan Kho bạc Nhà nước. ở các nước phát triển, bộ máy Kho bạc Nhà nước được thành lập khá sớm và hoàn chỉnh như Vương quốc Anh và Hoa Kỳ-năm 1789-1790; Pháp - 1800; Canada-1867.

### Mô hình
Có các mô hình Kho bạc Nhà nước tiêu biểu sau đây:
- Kho bạc Nhà nước được tổ chức như một Bộ trực thuộc Chính phủ. Mô hình này phổ biến ở Mỹ, Anh, Canada, Úc... Ngoài nhiệm vụ chính là lập cân đối thu chi tiền tệ, phát hành tiền, quản lý nợ quốc gia và các loại tài sản quý hiếm, Kho bạc một số nước còn làm nhiệm vụ quản lý biên chế công chức Nhà nước, tổ chức bảo vệ Tổng thống...
- Kho bạc Nhà nước trực thuộc Bộ Tài chính (hoặc Bộ Kinh tế-Tài chính) gồm phần lớn các nước ở Tây Âu và Trung Âu, điển hình là Pháp, Đức, Ý... và các nước ở Đông Nam á như Indonesia, Malaysia, Thái Lan,Việt Nam...Kho bạc Nhà nước còn có tên gọi khác như Vụ quản lý tài chính công, Vụ Kế toán công, trong đó có các nghiệp vụ quản lý quỹ ngân sách Nhà nước, kế toán và quyết toán ngân sách Nhà nước, quản lý nợ công...
- Kho bạc Nhà nước trực thuộc Ngân hàng Trung ương như ở Nga, Trung Quốc, các nước Đông Âu và Châu Phi. Trong bộ máy của Ngân hàng trung ương có một đơn vị làm nhiệm vụ quản lý Quỹ ngân sách Nhà nước, đặc trách theo dõi và giúp Bộ Tài chính quản lý các khoản thu chi ngân sách Nhà nước, phối hợp với Vụ Ngân sách Nhà nước của Bộ Tài chính làm nhiệm vụ kế toán và quyết toán ngân sách Nhà nước.
- Kho bạc Nhà nước trực thuộc một Bộ của Chính phủ. Đây là một mô hình khá đặc biệt, tồn tại ở một số nước thuộc khu vực Trung Cận Đông và Tây Á ở Thổ Nhĩ Kỳ, ngoài một số Bộ được gọi là 'siêu bộ' như Tài chính, Ngoại giao, Quốc phòng, các cơ quan còn lại được phân thành các nhóm để hình thành các Bộ 1, Bộ 2, Bộ 3 của Chính phủ. Theo mô hình này, Bộ 1 của Chính phủ gồm có các cơ quan Ngân hàng Nhà nước, Kho bạc Nhà nước, Thương mại, Kế hoạch-Thống kê.

Như vậy, có thể thấy rằng Kho bạc Nhà nước ở các nước ra đời khá sớm, hầu hết được chia tách và phát triển từ cơ quan Tài chính, chuyên môn hoá công tác quản lý ngân sách Nhà nước. Tuy nhiên, mô hình tổ chức bộ máy và chức năng, nhiệm vụ của Kho bạc Nhà nước ở các nước còn có nhiều điểm khác nhau.